# Dédalo
Dédalo byl nosič hydroplánů Španělského námořnictva z období mezi světovými válkami. Hlavní úlohou lodi měl být především průzkum a v menší míře také letecké útoky.

## Historie

Dédalo

Dédalo vznikla přestavbou německého nákladního parníku Neuenfels o výtlaku přibližně 5300 t, který byl postaven v roce 1901. Tento parník byl na počátku první světové války internován ve španělských vodách a později zemi připadl jako součást reparací za lodě, potopené za války německými ponorkami. Námořnictvo loď převzalo v září 1921 a ve stejné době začala v barcelonské loděnici Talleres Nuevo Vulcano její přestavba. Přestavba skončila v roce 1922.
Veškeré nástavby byly soustředěny do střední části lodi. V čele nástavby byl velitelský můstek, za kterým byl vysoký komín, pět motorových a záchranných člunů a dvojice jeřábů. Na přídi lodi byl stožár pro kotvení balónů a vzducholodí. Na přídi a zádi lodi byly letové paluby. Na zadní palubě bylo uskladněno až 25 hydroplánů (pro letadla nebyl k dispozici hangár, ten sloužil pouze pro vzducholodě a balóny), které před startem spouštěl jeřáb na mořskou hladinu. Nesené letouny byly typů Savoia S.16, Macchi M.18 a Supermarine Scarab. Přední paluba sloužila pro operace dvou vzducholodí a dvou balónů, které loď nesla. Výzbroj se skládala ze dvou 105mm Krupp kanónů na zádi a dvou 57mm protiletadlových kanónů na přídi. S parním strojem o výkonu 3140 hp loď dosahovala rychlosti pouhých 10 uzlů.

## Operační služba

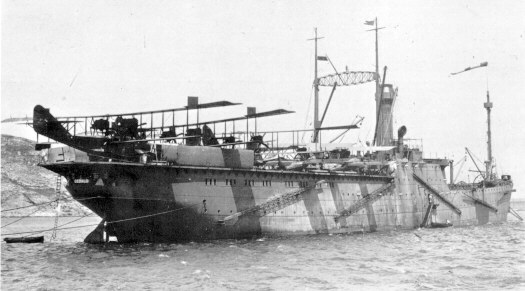
Dédalo s hydroplány Felixstowe F.3 v roce 1920

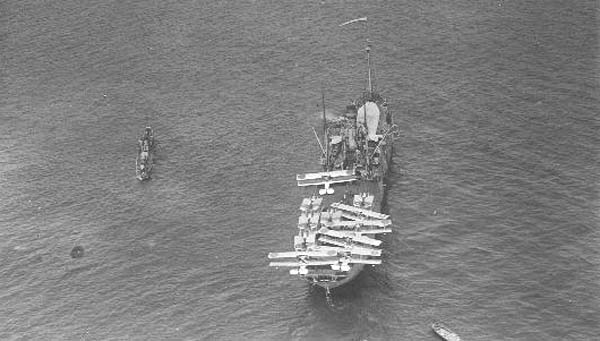
Dédalo v roce 1925

Dédalo se v roce 1923 zúčastnila velkého námořního cvičení. V roce 1925 byla loď bojově nasazena v rífské válce (či druhé marocké válce). Její hydroplány podporovaly vylodění v zátoce Alhucemas, posléze prováděly průzkum a bombardování rífských pozic. Bojové nasazení lodi ukončila bouře, která zpustošila její letouny. Celé nasazení přineslo značné opotřebení lodi i jejích letounů (rychlost klesla na 7 uzlů) a Dédalo byla převedena k výcviku.
V březnu 1934 na lodi zkoušel vynálezce Juan de la Cierva svůj vírník C-30A, se kterým z lodi odstartoval a opět přistál. V září 1935 byla loď vyřazena ze služby. Po vypuknutí španělské občanské války ji potopil nálet bombardérů nacionalistů.
Vrak byl později rozebrán, ale odkaz prvního španělského nosiče letadel nebyl zapomenut, protože stejné jméno později nesla i první španělská plnohodnotná letadlová loď Dédalo.